# Lactarius floridanus
Lactarius floridanus é um fungo que pertence ao gênero de cogumelos Lactarius na ordem Russulales. Encontrado na América do Norte, foi descrito cientificamente pelos micologistas norte-americanos Henry Curtis Beardslee e Gertrude Simmons Burlingham em 1940.